# Percivall Pott
Percivall Pott (6. ledna 1714, Londýn – 22. prosince 1788, tamtéž) byl anglický chirurg. Byl jedním ze zakladatelů ortopedie a prvním vědcem, který prokázal, že rakovinu může způsobovat environmentální karcinogen.
Řada nemocí nese jeho jméno, např. Pottova nemoc nebo Pottova zlomenina.

## Život
Percivall Pott se narodil jako syn Percivalla Potta staršího v Londýně. Jeho otec zemřel, když byl ještě dítětem. Za jeho vzdělání zaplatil Joseph Wilcocks, biskup z Rochesteru, který byl příbuzným jeho matky. Studoval u Edwarda Nourseho, asistenta chirurga v nemocnici Sv. Bartoloměje v londýnské City. V roce 1736 byl získal licenci k praxi.

## Kariéra
V roce 1744 se Pott stal asistentem chirurga u Sv. Bartoloměje, o pět let později pak řádným chirurgem. Jako první chirurg své doby v Anglii, který po praktické stránce vynikal i nad svým žákem Johnem Hunterem, zavedl Pott různé důležité inovace v lékařských postupech. Udělal také mnoho pro zrušení rozsáhlého používání escharotik (látek užívaných k ničení nežádoucí nebo nemocné tkáně na kůži) a kauterizace, což v té době byly běžné postupy.
V roce 1756 si Pott po pádu z koně zlomil nohu. Často se předpokládá, že jeho zranění bylo stejné, jaké později vešlo ve známost jako Pottova zlomenina, ale ve skutečnosti utrpěl mnohem závažnější zlomeninu holenní kosti. Když ležel v bahně, poslal sluhu, aby koupil dveře z nedalekého staveniště. Na nich se pak nechal odvézt domů. Chirurgové ránu vyčistili a diskutovali o amputaci, což byla operace, které v jeho době často končila sepsí a smrtí. Pott je přesvědčil, aby mu nohu dali do dlahy a nakonec se zcela uzdravil.
Oddanost Percivalla Potta jeho pacientům a úroveň jeho péče mu přinesly chválu a slávu. Je považován za jednoho ze dvou největších chirurgů 18. století, spolu se svým studentem Johnem Hunterem. Pott také věřil ve vzdělávání pacientů. V nemocničním prostředí šířil brožury, v nichž psal o svých pozorováních a znalostech témat jako „poranění hlavy, hydrokéla, píštěle, ruptury a zlomeniny“. Tyto brožury byly velmi žádané a dobře se prodávaly. Mezi 60. a 70. léty 18. století bylo v oběhu více než 14 Pottových brožur.
V roce 1769 Pott publikoval Několik málo poznámek o zlomeninách a dislokacích. Kniha byla přeložena do francouzštiny a italštiny a měla dalekosáhlý vliv v Británii i Francii. Jako první popsal artritickou tuberkulózu páteře (Pottova choroba). Vynikající klinický popis podal ve svých Poznámkách k tomuto druhu obrny dolních končetin. Mezi jeho dalšími spisy jsou nejpozoruhodnější Pojednání o tržných ranách (1756) a Chirurgická pozorování.
V roce 1775 Pott objevil souvislost mezi vystavením sazím a vysokým výskytem rakoviny šourku u kominíků, o které se později zjistilo, že jde o typ skvamocelulárního karcinomu. Tato nemoc, později nazvaná karcinomem kominíků, byla prvním nemocí z povolání spojenou s rakovinou. Pott se tak stal prvním člověkem, který spojil zhoubný nádor s environmentálním karcinogenem. Vyvodil tedy, že saze z komínů jsou karcinogenem v přímém kontaktu s pokožkou.
Jako součást sbírky Manchester Medical Manuscripts Collection se dochoval rukopis jeho přednášek o chirurgii z roku 1779.
V roce 1786 byl poctěn coby první čestný člen Royal College of Surgeons of Edinburgh. Krátce poté odešel v roce 1787 do důchodu.

## Osobní život
v roce 1740 se Pott oženil se Sarah Elizabeth Cruttenden (1725-1811), dcerou bohatého obchodníka Roberta Cruttendena. Žili spolu v Lincoln's Inn Fields v Londýně a měli pět synů a čtyři dcery.